# Michał I Rangabe
Michał I Rangabe (w polskich źródłach czasem także jako Michał I Rangabeusz; zm. 11 stycznia 844) – cesarz bizantyński w latach 811–813.
Michał był przedstawicielem bizantyjskiej arystokracji. Ożeniony z Prokopią, córką cesarza Nicefora I wszedł w koligacje rodzinne z domem panującym. Później objął funkcję kuropalatesa (majordomusa) w pałacu cesarskim. Ogłosił się cesarzem po usunięciu szwagra, Staurakiosa w październiku 811 r. Wkrótce, w dniu Bożego Narodzenia tego samego roku, Michał ogłosił współwładcą swego syna, Teofilakta.
Popierany przez ortodoksyjną frakcję w kościele Michał skupił się na sprawach wewnętrznych imperium: zwalczał ikonoklastów w północnych i wschodnich częściach państwa, a jednocześnie próbował ułaskawić i przeciągnąć na swoją stronę wszystkich politycznych wrogów swego teścia, Nicefora I.
W 812 r. rozpoczęła się wojna z państwem bułgarskim, której efektem była m.in. utrata Mesembrii, ważnego portu na Morzu Czarnym, a także dużych obszarów w Tracji i Macedonii. Wojska bułgarskie podeszły wówczas pod same mury Konstantynopola. Cesarz ściągnął z Azji Mniejszej posiłki, odparł Bułgarów i ruszył z kontrofensywą. W lutym 813 r. Michał odzyskał Mesembrię, po czym zaczął dążyć do rozstrzygającej bitwy. Odbyła się ona 22 czerwca 813 r. pod Wersyniką, niedaleko Adrianopola i zakończyła kompletną klęską Bizantyjczyków.
W 812 r. Michał I uznał cesarski tytuł Karola Wielkiego (zob. pokój w Akwizgranie). Po powrocie rozbitych wojsk do stolicy w armii wybuchł bunt, na czele którego stanął generał Leon. Dowiedziawszy się o tym, Michał abdykował, po czym został zesłany do klasztoru na wyspie Proti (w archipelagu Wysp Książęcych, niedaleko Konstantynopola), gdzie przebywał do swojej śmierci 11 stycznia 844 r.

## Rodzina
Z żoną Prokopią, Michał I miał co najmniej pięcioro dzieci:
- Teofilakta, współcesarza w latach 812–814,
- Staurakiosa,
- Niketasa, późniejszego patriarchę Konstantynopola jako Ignatios,
- Georgo,
- Teofano.